# Long Daoyi
Long Daoyi (chinês simplificado: 龙道一; Condado de Rongjiang, 6 de março de 2003) é um saltador chinês, campeão olímpico.

## Carreira
Ele ganhou duas medalhas no Campeonato Mundial de Esportes Aquáticos de 2023, ganhando ouro no trampolim sincronizado de 3 m e bronze no trampolim individual de 3m. Nas Olimpíadas de Verão de 2024, ele conquistou a medalha de ouro com Wang Zongyuan no evento sincronizado de 3m.